# Monastero dell'Intercessione
Il monastero dell'Intercessione è un monastero ortodosso situato nel centro di Mosca, in Russia. Al suo interno custodisce le reliquie di Matrona la Cieca.

## Storia e descrizione
Il complesso fu fondato come monastero maschile nel 1635 dallo zar Michele di Russia in memoria di suo padre Fëdor Nikitič Romanov, il quale morì nel giorno dell'Intercessione della Madre di Dio. In precedenza, al suo posto vi era un cimitero riservato ai senzatetto e ai vagabondi, pertanto nei primi secoli della sua esistenza il monastero era anche noto come Božedomskij ("casa di Dio") o "monastero delle case dei poveri". L'edificio fu completato sotto lo zar Alessio Michajlovič con le spese dei fondi ricevuti dalla locazione dei terreni, motivo per cui la gente comune era solita chiamare il luogo anche "stanza".
Nel 1655 fu eretta la cattedrale in pietra del monastero dell'Intercessione della Vergine, ricostruita tra il 1806 e il 1814. Nel XVIII secolo furono eretti la Chiesa della Resurrezione del Verbo di Dio, identificato con Gesù Cristo e un campanile di 30 metri. Dal 1680 al 1731 il monastero dell'Intercessione fu annesso a quello Zaikonospasskij, indi tra il 1751 e il 1776 ospitò il seminario teologico Kruticy.
Durante la guerra del 1812 visse nel monastero il generale francese Michel Claparède, comandante del corpo polacco. Nello stesso anno il monastero fu distrutto assieme ad alcuni edifici annessi.
Nel 1855 fu consacrata la Chiesa della Resurrezione del Verbo, ricostruita secondo il progetto di Michail Bykovskij. Del tempio settecentesco furono recuperati quattro pilastri a cupola con archi e la parete orientale dell'altare maggiore. Tra il 1833 e il 1855 furono costruite le porte e le mura (andate perdute sul lato occidentale), la cui parte meridionale fu costruita nel 1886 secondo il progetto dell'architetto Vasilij Nikolaevič Karneev. Verso la fine del XIX secolo vi si insediarono i missionari ortodossi.
Nel 1934, nella parte occidentale del territorio del monastero fu istituito un parco culturale e ricreativo (l'odierno Parco Taganskij) e le mura ivi presenti fino ad allora furono demolite. Gli edifici del monastero ospitavano una tipografia, una redazione di riviste, un palazzetto dello sport, una sala da biliardo, uno studio cinematografico e un dipartimento di cinematografia. Nel 1994 il monastero dell'Intercessione fu restituito alla chiesa ortodossa russa. Nel 1998 fu trasformato in un monastero femminile e vi furono portate le reliquie di Matrona la Cieca, canonizzata nel 2004.
Nel 1999 è stata consacrata la Chiesa superiore dell'Intercessione della Santissima Theotókos. Il 22 novembre 2001, nel giorno del 120º anniversario della nascita di Matrona la Cieca, è stata consacrata la Cattedrale della Resurrezione. Nel 2002 è stato eretto un campanile a tre livelli sulla base di quello distrutto. Al 2014 vi erano circa 50 suore nel monastero.

## Chiese e altri edifici del monastero

### Chiesa della Risurrezione
La Chiesa della Risurrezione di Gesù è stata fondata nel XVIII secolo e ricostruita a metà del XIX secolo secondo il progetto di M. D. Bykovskij. È una chiesa a tre navate e con cinque cupole e tre altari, rispettivamente in onore della Risurrezione di Gesù, dell'icona di Tichvin e di Matrona la Cieca, le cui reliquie sono conservate nella chiesa stessa.

### Chiesa dell'Intercessione
La Chiesa dell'Intercessione della Santissima Theotókos è un tempio a cupola singola costruito nel 1808-1814 sul sito di una chiesa dedicata all'Assunzione della Beata Vergine Maria che fu distrutta. È una chiesa a due piani con sei navate: 
- Nel livello superiore vi sono:
  - L'altare della navata centrale dedicato all'Intercessione della Santissima Theotókos
  - L'altare della navata destra dedicato agli apostoli San Pietro e San Paolo
  - L'altare della navata sinistra dedicato a san Nicola di Bari
- Nel livello inferiore:
  - L'altare della navata centrale è dedicato a Giona di Mosca
  - L'altare della navata destra è dedicato a Ilarione di Gaza
  - L'altare della navata sinistra è dedicato a Nilo di Stolobnyj, un santo della Chiesa ortodossa russa , fondatore del monastero di Nilo di Stolobnyj[8]

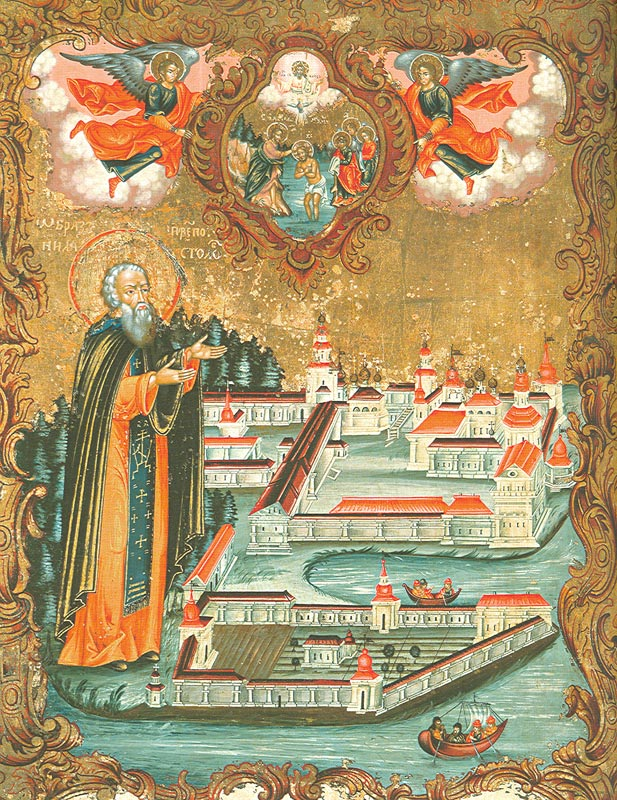
Nilo di Stolobnyj
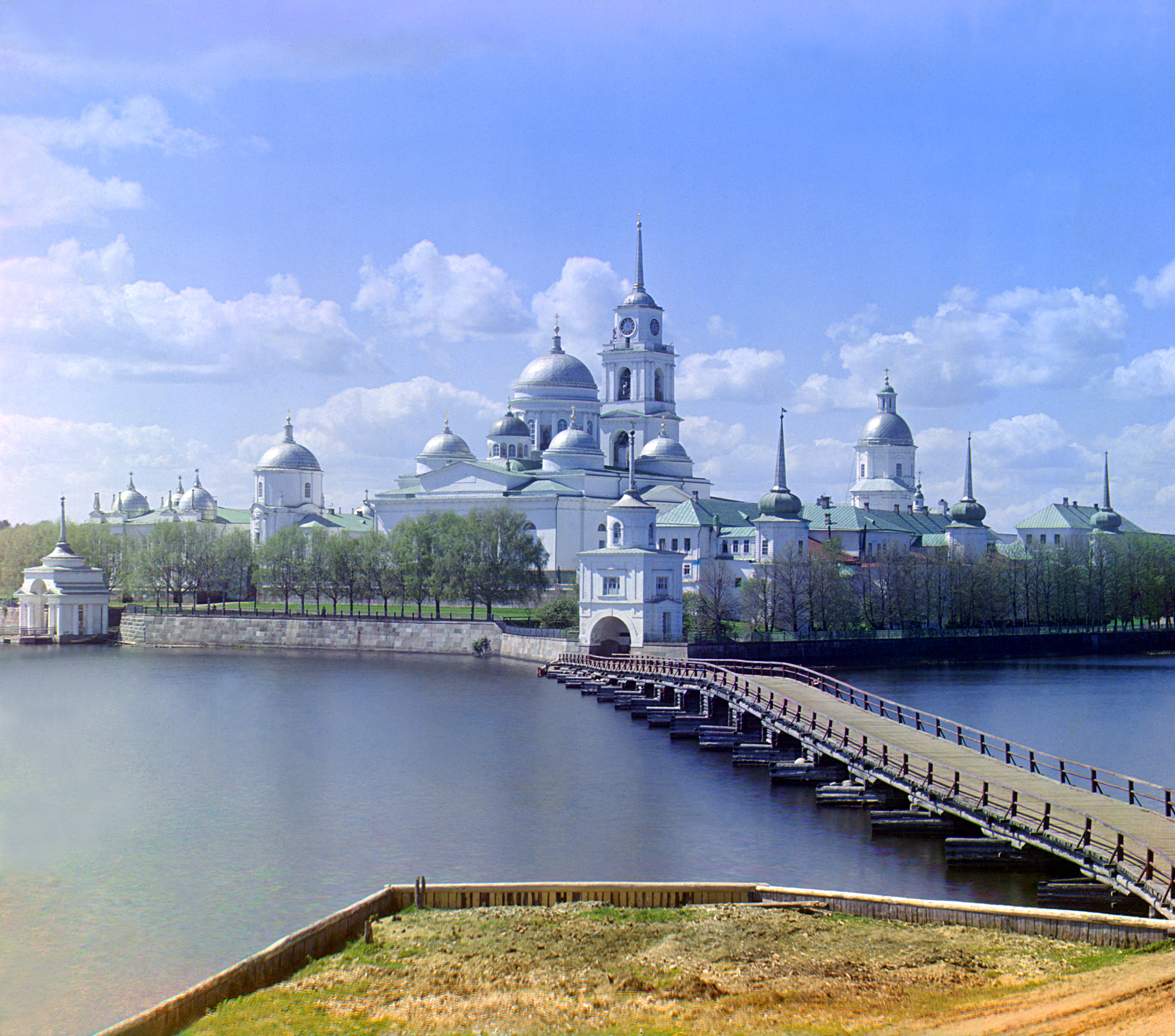
Monastero di Nilo di Stolobnyj

### Altri edifici
- Torre campanaria;
- Appartamento del Rettore;
- Celle monastiche;
- Recinzione con torri;
- Complesso del Convento dell'Intercessione a Strogino.

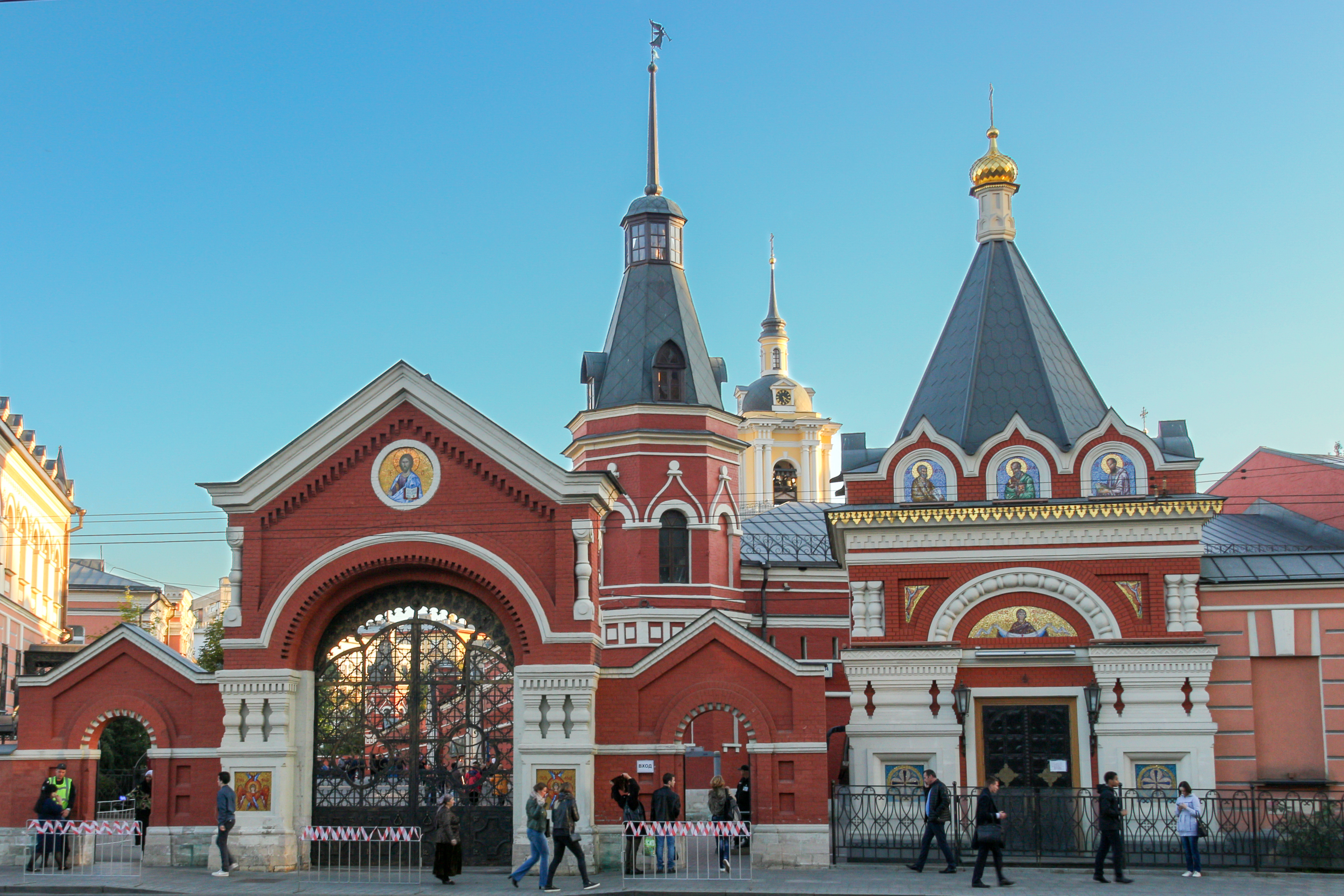
Ingresso del monastero dell'Intercessione
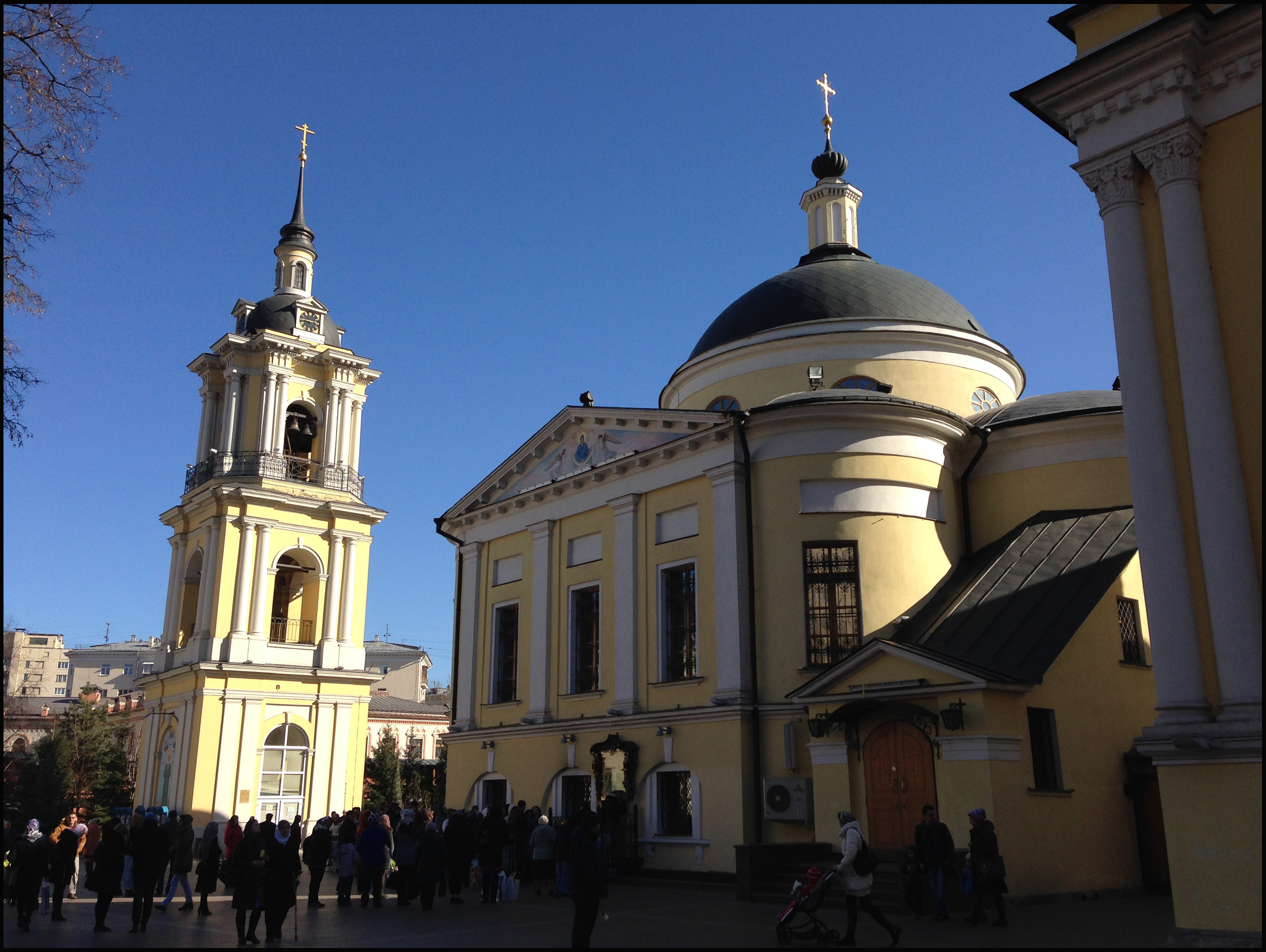
Chiesa dell' Intercessione della Madre di Dio e torre campanaria (campanile)
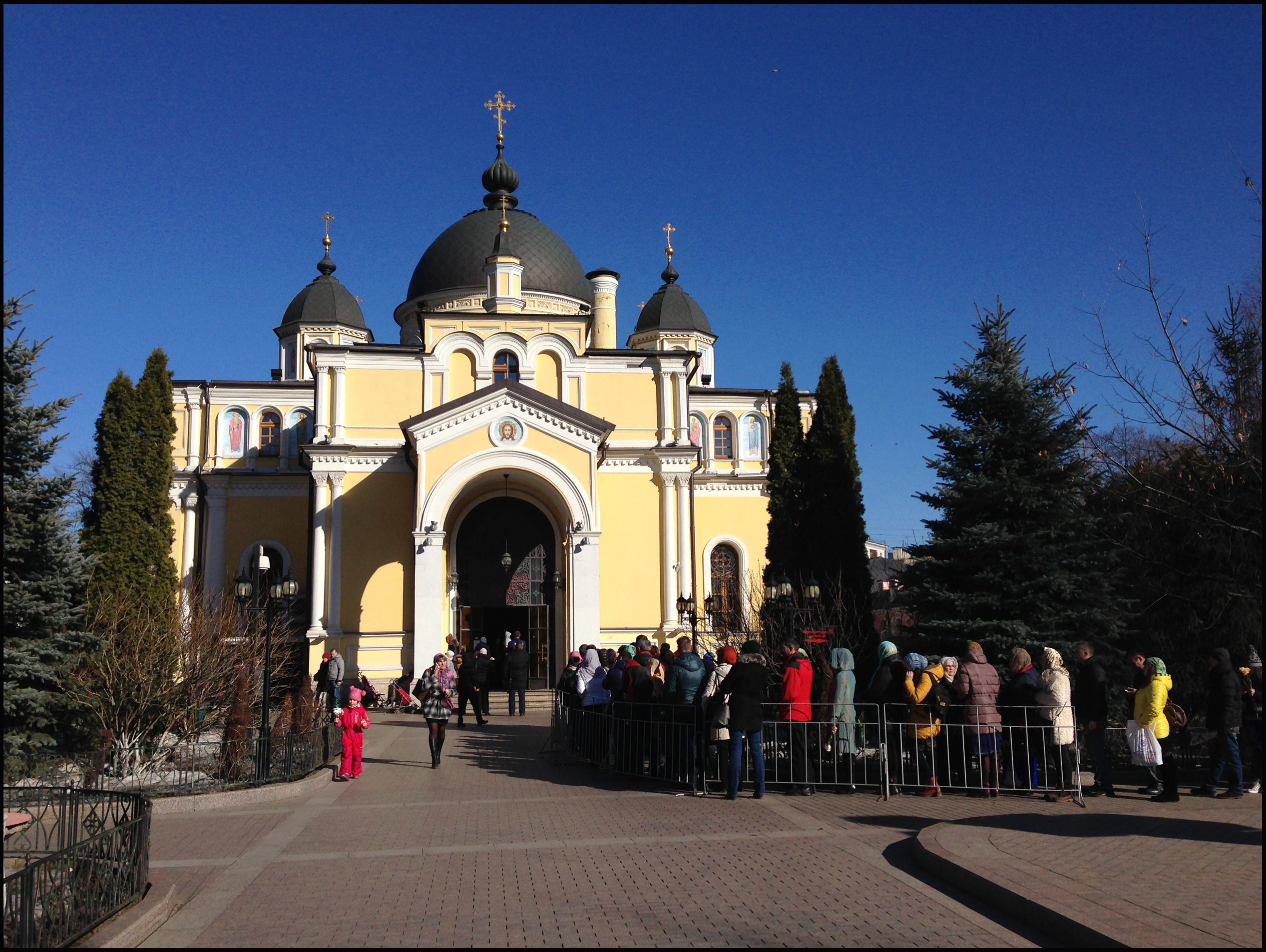
Chiesa della Risurrezione di Gesù